# Моришкаш
Моришкаш (порт. Mouriscas)  —  район (фрегезия) в Португалии,  входит в округ Сантарен. Является составной частью муниципалитета  Абрантеш. По старому административному делению входил в провинцию Рибатежу. Входит в экономико-статистический  субрегион Медиу-Тежу, который входит в Центральный регион. Население составляет 1946 человек на 2001 год. Занимает площадь 34,98 км².
Покровителем района считается Святой Себастьян (порт. São Sebastião). 